# Кик-офф (американский футбол)

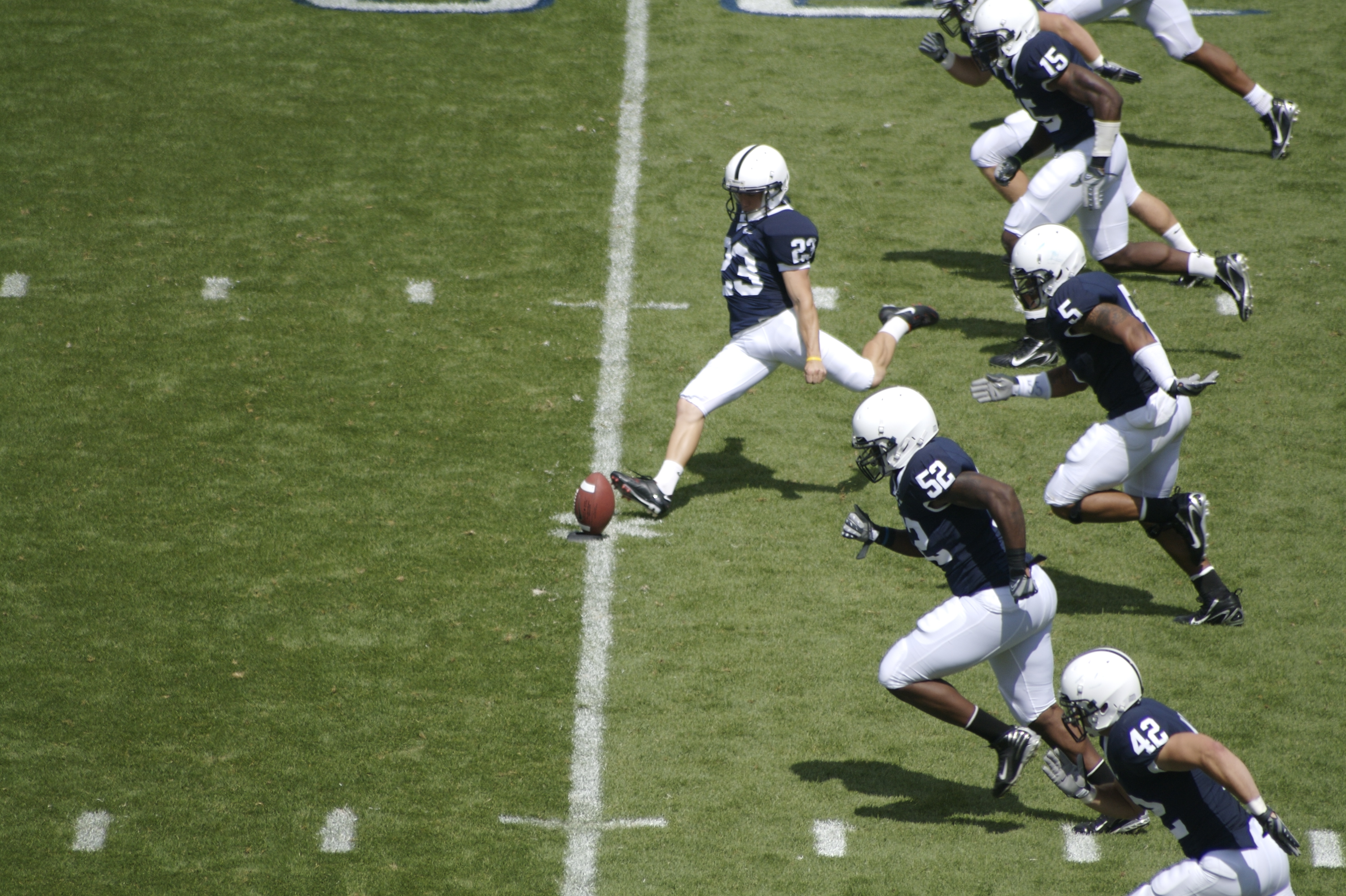
Кик-офф в исполнении колледжской команды Пенн Стэйт

Кик-офф (англ. Kick-off) — вариант стартового удара в американском футболе. Чаще всего игрок разбегается и бьёт по мячу со всей силы, пытаясь сделать так, чтобы возвращающая команда не смогла далеко продвинуть мяч. По правилам мяч должен пролететь минимум десять ярдов, хотя обычно выбивают так далеко, как только могут. Если мяч после удара упадёт в чужой зоне, это будет называться тачбэк. Кик-офф бьют в начале половины, после набора очков (кроме сейфти) и в начале овертайма. Иногда команды выбивают, так называемый, удар в сторону (англ. Onside Kick). Во время кик-оффа команды могут нарушить правила.

## Исполнение
Мяч во время удара находится на 35-ярдовой линии пробивающей команды. Игрок обязан пробить так, чтобы мяч пролетел минимум десять ярдов. Если мяч после удара, пролетев все поле, упал в чужой зачетной зоне, это будет называться тачбэк. Если мяч выйдет в аут, это нарушение правил. Игрок возвращающий команды может выбрать следующее действие:
- Поймать мяч и побежать вперед пытаясь набрать как можно больше ярдов.
- Перед ловлей мяча, возвращающий игрок машет рукой над головой, сигнализируя о том, что, он не хочет бежать (на той линии где он поймает мяч, его команда начнет атаку (делается для того, чтобы, избежать травмы от удара защитника).
- Возвращающий игрок отходит от места падения мяча, отказываясь от ловли. В этом случае, бьющей команде, нужно подобрать мяч до того как последний коснется зоны тачбэка или выйдет в аут.

## После сейфти
После сейфти, кик-офф пробивается не с 35-ярдовой линии, а с 20-ярдовой линии. Удар, в отличие от кик-оффа, бьётся с рук (как пант), а не с земли.

## Нарушения правил
Следующее нарушение возможны во время удара:

### Принимающая команда
- Игрок принимающий команды пересекает ограничительную линию до удара. Плюс пять ярдов пробивающий команде(то есть мяч ставится не на 35-ярдовую линию, а на 40-ярдовую).

### Пробивающая команда
- Если игрок пробивающий команды пересекает ограничительную линию до удара. Команда приема выбирает: либо пробития удара с 30-ярдовой линии, либо плюс пять ярдов с место окончание возврата.
- Мяч после удара выходит в аут (за исключением случая когда в этом виновата принимающая команда). Принимающая команда выбирает: повторить удар или получить мяч на своей 25-ярдовой линии.